# Shipu
Shipu (石浦) est une ville côtière de République populaire de Chine, située dans la province de Zhejiang, au sein de la ville sous-provinciale de Ningbo dans le district de Xiangshan. En 1885, les Français défirent la marine chinoise dans la rade de Shipu.